# Cueta martini
Cueta martini är en insektsart som beskrevs av Navás 1914. Cueta martini ingår i släktet Cueta och familjen myrlejonsländor. Inga underarter finns listade i Catalogue of Life.